# Spindel- und Lagerungstechnik Fraureuth

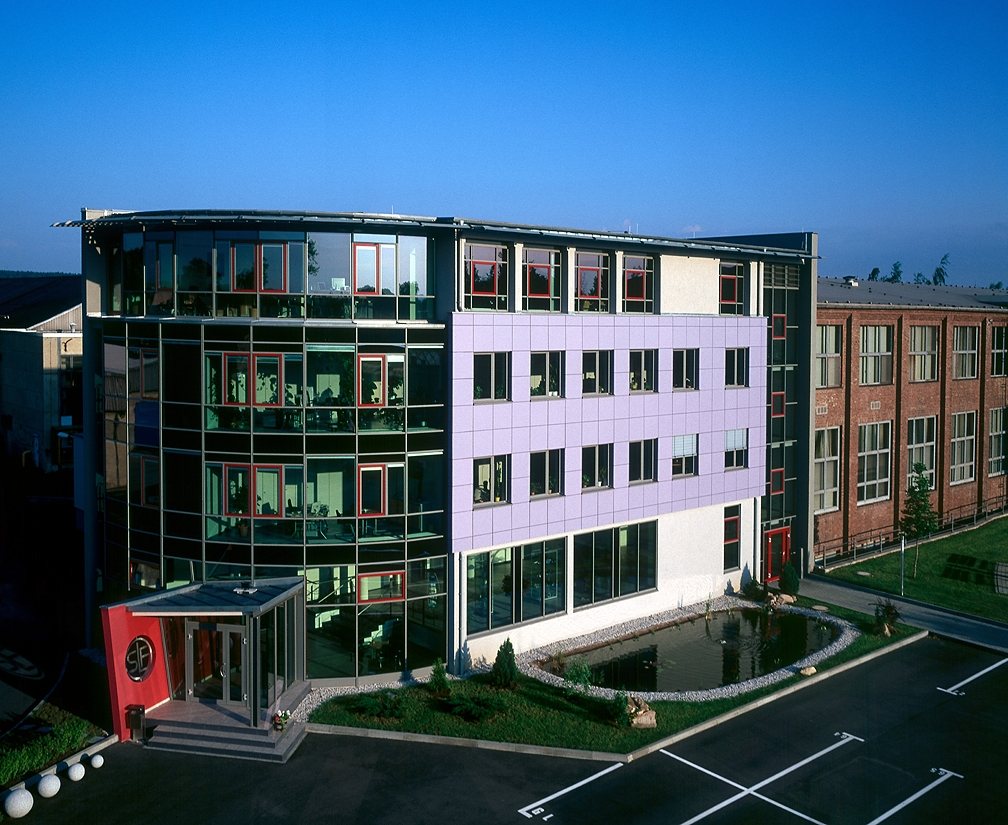
Verwaltungsgebäude der SLF GmbH

Die Spindel- und Lagerungstechnik Fraureuth GmbH ist ein international agierender Hersteller von Wälzlagern mit Sitz im sächsischen Fraureuth.

## Geschichte
Am Standort Fraureuth werden seit über 60 Jahren Wälzlager und Spindeln für Werkzeugmaschinen hergestellt. Vorher befand sich auf diesem Gelände die Fraureuther Porzellanfabrik.
1942 verlagerte man aufgrund des Zweiten Weltkriegs die Produktion von Wälzlagerkäfigen aus Messing, Leichtmetall und Pressholz nach Fraureuth. Speziell dafür wurde 1943 die Thüringer Pressholz-Gesellschaft m.b.H. gegründet, welche 1945 rund 800 Mitarbeiter und Kriegsgefangene beschäftigte. Zum Kriegsende wurde das Werk zunächst stillgelegt. Ende 1945 kam von der SMAD der Befehl zur Wiederinbetriebnahme, und man begann mit der Fertigung u. a. für die Deutsche Kugellagerfabrik (DKF). Ein Jahr später wurde die Firma in Volkseigentum überführt.
1949 wurde mit der Produktion von Wälzlagern und Schleifspindeln gestartet. Der Betrieb wurde 1950 zum VEB Fraureuther Wälzlagerfabrik umbenannt und der VVB Werkzeugmaschinen und Werkzeuge zugeordnet. 1952 beschäftigte man schon 1282 Mitarbeiter. Außerdem wurde das Produktionssortiment um Superpräzisionslager erweitert, die man für Carl-Zeiss Jena herstellte. 1954 erreichte man die Höchstzahl von 1827 Mitarbeitern. Zunächst trugen alle Erzeugnisse das Markenzeichen „VWF“, später „Femina“. Das Wälzlagerwerk Fraureuth verkörperte für die Wälzlagerindustrie der DDR ein hohes wirtschaftlich-technisches Niveau, so dass die Leitfunktion für alle Wälzlagerbetriebe in der DDR übernommen wurde.
In den 1960er-Jahren exportierte man bereits in 17 Länder, und es wurde mit der Großserienproduktion (bis zu 75.000 Stück pro Type) begonnen. In den Folgejahren wurde das erste wartungsfreie Wälzlager der DDR hergestellt, und man etablierte sich als Zulieferer für den Werkzeugmaschinenbau, die Autoindustrie, die optische Industrie und den Landmaschinenbau. Seit dem 1. Januar 1970 gehörte der VEB Wälzlagerwerk Fraureuth zum umgebildeten Kombinat Wälzlager und Normteile (Sitz Karl-Marx-Stadt) und produzierte seit dem unter den Markenzeichen „DKFDDR“.
Nach der Wende wurde die Wälzlagerindustrie der DDR zur DKFL GmbH mit Sitz in Leipzig umfirmiert. Von 1991 bis 1993 gehörte das Werk als Tochterunternehmen zur FAG Kugelfischer Georg Schäfer KGaA. Nach dem Insolvenzverfahren der DKFL GmbH 1993 wurde am Standort Fraureuth die Firma Spindel- und Lagerungstechnik Fraureuth GmbH neu gegründet. Die Initiative dazu ging von den leitenden Mitarbeitern des alten Wälzlagerwerkes aus. Am Standort Leipzig entstand die Kugel- und Rollenlagerwerk Leipzig GmbH.
Unter dem Markenzeichen „SLF“ gehen die Produkte an Firmen in Deutschland (ca. 85 % des Umsatzes) und in rund 40 Länder.

## Unternehmensprofil
SLF beschäftigt rund 365 Mitarbeitende (Stand: April 2025) und produziert jährlich über zwei Millionen Wälzlager sowie über 1000 Spindeleinheiten auf 60.000 m² Produktionsfläche. Die Produktpalette umfasst sowohl Standardlösungen als auch hochspezialisierte Sonderlager, die exakt auf die Anforderungen der Kunden zugeschnitten sind. Das Unternehmen ist nach DIN EN ISO 9001:2015 sowie DIN EN ISO 50001:2018 zertifiziert und bietet Produkte unter den Marken „SLF“, „FRAUREUTH SLF“ und „DKF“ an.
SLF ist stark im Direktvertrieb aktiv und beliefert sowohl Maschinen- und Anlagenbauer als auch weitere Wälzlagerhersteller. Absatzmärkte sind hauptsächlich Deutschland (76,6 % des Umsatzes), die EU (5,9 %) sowie Drittländer wie USA, China und Schweiz (17,5 %).

### Tochtergesellschaften
Zur Unternehmensgruppe gehören die Tochtergesellschaften STI Bearings GmbH (seit 2020), SLF Bearings USA, Inc. (seit 2019) sowie die 2023 gegründete SLF Bearings (Kunshan) Co., Ltd. in China. Letztere dient sowohl dem Vertrieb im chinesischen Markt als auch der Optimierung der lokalen Lieferantenstruktur.

## Produkte und Innovation
Das Unternehmen stellt Kugellager im Außendurchmesserbereich von 40 mm bis 1.600 mm her. Ebenfalls werden komplette Werkzeugspindel-Einheiten für Fräs-, Bohr-, Dreh- und Schleifmaschinen angeboten. Diese Getriebe- oder Motorspindeln werden von zahlreichen Werkzeugmaschinenherstellern als fertige Zukaufbaugruppe bezogen.

### Das Produktportfolio umfasst
- Kugel-, Rollen-, Kegel- und Pendellager
- Hochgenauigkeitslager, stromisolierte und Hybridlager
- Spindeleinheiten für Schleif-, Fräs- und Prüfprozesse
- Lagerkomponenten wie Käfige, Ringe und Wälzkörper
- Sonderanfertigungen ab Losgröße 1

SLF bedient hochanspruchsvolle Nischen im Markt, in denen hohe Präzision, kundenspezifische Anpassungen und kurze Lieferzeiten entscheidend sind. Forschungs- und Entwicklungsarbeit erfolgt teilweise in Kooperation mit Hochschulen und Instituten.

## SLF Branchen- und Anwendungsfokus weltweit
- Lebensmittel- und Getränkeindustrie
- Textilindustrie
- Elektromotoren
- Werkzeugmaschinen
- Getriebe und Robotik
- Pumpen
- Sonstige Industrieanwendungen

## Environmental, Social - Governance

### Nachhaltige Energieversorgung
Bereits 2023 erreicht:
- SLF ist seit 10 Jahren im Energiemanagement ISO 50001-zertifiziert.
- SLF versorgte sich ab 2022 zu 100 % mit Strom aus Wasserkraft und erzeugt seit Mitte 2023 5 % seines Strombedarfes aus eigener Photovoltaik
- SLF reduzierte 2023 den Verbrauch fossiler Energieträger durch umfangreiche Investitionen bereits um 10 %

Ziele bis 2027:
- Reduktion des Stromverbrauches* um 15 % und Ausbau der Photovoltaik auf 15 % des eigenen Strombedarfes>*
- Reduktion des Verbrauches fossiler Energieträger um weitere 10 %>*

* Je produzierte Einheit

### Nachhaltige Quellen für Rohmaterial
- Rohmaterial kommt zu ~100 % aus westeuropäischen Stahlwerken
- SLF sowie alle Lieferanten liefern ihre Produkte Reach/RoHs und CMRT konform
- SLF verpflichtet seine Lieferanten zu einem strikten Verhaltenskodex

### Mitarbeiter
SLF ist nicht nur ein lokal bedeutender Arbeitgeber, sondern auch ein engagierter Mitgestalter der Region. Durch den Einsatz für soziale Gerechtigkeit und Gleichberechtigung schafft SLF ein Umfeld, in dem Diskriminierung keinen Platz findet.

## Aktuelle Entwicklung (Stand 2023)
Im Geschäftsjahr 2023 konnte die SLF trotz rückläufiger Auftragseingänge aufgrund des wirtschaftlichen Umfelds ein Umsatzwachstum von 4 % erzielen. Besonders dynamisch entwickelte sich das Spindelgeschäft mit einem Zuwachs von 19,4 %. Die Exportquote wurde auf 23,4 % erhöht, wobei Nordamerika zu einem der wichtigsten Märkte wurde.
Das Ergebnis vor Gewinnabführung ging aufgrund deutlich gestiegener Energiepreise und inflationsbedingter Mehrkosten auf 0,7 Mio. EUR zurück. Dennoch konnte die Eigenkapitalquote bei 84,1 % gehalten werden. Durch den Abbau von Überbeständen und konsequente Investitionen in Effizienz, Digitalisierung und Photovoltaik wurden wichtige Maßnahmen zur Stabilisierung getroffen.

## Wirtschaftliche Entwicklung (2023)
Trotz eines rückläufigen Auftragseingangs infolge eines schwierigen wirtschaftlichen Umfelds in Europa konnte SLF den Umsatz im Geschäftsjahr 2023 auf 49,1 Mio. EUR (+4 %) steigern. Besonders dynamisch entwickelte sich das Spindelgeschäft mit einem Wachstum von 19,4 %. Die Exportquote wurde auf 23,4 % erhöht, wobei die USA als drittgrößter Absatzmarkt eine zentrale Rolle spielten.
Die Ergebnislage war hingegen rückläufig: Das Ergebnis vor Gewinnabführung betrug 0,7 Mio. EUR (Vorjahr: 3,3 Mio. EUR), was primär auf gestiegene Energie- und Materialkosten zurückzuführen ist. Die Eigenkapitalquote lag bei soliden 84,1 %. Durch konsequenten Abbau von Übervorräten, Kostenoptimierung und Investitionen in Photovoltaik wurden die Grundlagen für zukünftige Effizienzsteigerungen gelegt.
Prognose:
Für das Jahr 2024 rechnet SLF mit einem Umsatzrückgang von 8–13 % aufgrund eines schwächeren Europageschäfts, sieht jedoch große Wachstumschancen im US-Markt und in Asien. Mittelfristig (ab 2025) wird mit einem neuen Rekordumsatz gerechnet. Strategisch setzt SLF weiterhin auf Spezialisierung, Qualität und internationale Expansion.

## Zukunftsaussichten
Für das Jahr 2024 rechnet SLF mit einem temporären Umsatzrückgang von 8–13 %, der durch ein schwächeres Europa-Geschäft bedingt ist. Gleichzeitig sollen internationale Märkte wie die USA und Asien das Wachstum mittelfristig stützen. Für 2025 erwartet das Unternehmen die Rückkehr zu Rekordumsätzen.
Die Vertriebsstrategie zielt verstärkt auf hochwertige Spezialprodukte, bei denen SLF durch Flexibilität, Präzision und kurze Lieferzeiten einen klaren Wettbewerbsvorteil bietet.

## Risiken und Chancen
SLF begegnet Risiken wie geopolitischen Unsicherheiten, schwankenden Energiepreisen und Fachkräftemangel mit strategischen Maßnahmen: breitere Lieferantenbasis, eigene Energieproduktion, Automatisierung und gezielte Personalentwicklung. Die starke Marktposition, insbesondere im Nischenbereich, eröffnet gleichzeitig Chancen zur weiteren Internationalisierung und Margensteigerung.

## Weiterführende Informationen
Nach der Neugründung 1993 mit nur 29 Mitarbeitern konnte sich das Unternehmen wieder am Markt etablieren und vertreibt seine Produkte weltweit. Führende Werkzeugmaschinenhersteller verbauen SLF-Spindeln.
Umsatz- und Mitarbeiterentwicklung von 1993 bis 2014:
| Jahresumsatz | Mitarbeiterzahl |
| ------------ | --------------- |
|              |                 |

Für diese nachhaltigen Aufbauleistungen wurde das Unternehmen mehrfach im Wettbewerb Großer Preis des Mittelstandes ausgezeichnet.